# Gemelos sin cura
Gemelos sin cura es una película de comedia peruana de 2017 dirigida por Carlos Landeo y escrita por Liliana Alvarez. Está protagonizada por Pablo «Melcochita» Villanueva en su debut como actor en una película. Se estrenó el 27 de julio de 2017 en los cines peruanos.

## Sinopsis
Pedro y Pablo son dos hermanos gemelos. Pedro es un músico de cantina que se dedica a estafar y conseguir dinero fácil. Pablo es un cura de barrio, un hombre honesto y algo tímido. Cuando Pedro es perseguido por una gran deuda, va a la iglesia de su hermano a pedir ayuda. Así, ambos, por diferentes situaciones, se verán obligados a hacerse pasar por el otro hasta encontrar soluciones a sus problemas.

## Reparto
Los actores que participaron en esta película son:
- Pablo «Melcochita» Villanueva como Pedro y Pablo
- Hernán Romero como Obispo Berríos
- Samuel Sunderland como Monaguillo Roberto
- Giovanna Varcárcel como la teniente Claudia Anaya
- Daniela Ramírez como Andrea
- Nico Ames como «el Tripa»
- Sergio Galliani como «el Loco Daniel»
- Claudia Dammert como la Hermana María
- José Luis Cachay como Elmo
- Tatiana Espinoza como Carmen
- Ricardo Cabrera como Padre Panchito
- Cindy Marino como Wendy

## Producción
El rodaje comenzó el 20 de marzo de 2017 y finalizó a finales de abril del mismo año.

## Recepción
Fue visto por 25.000 personas en su primer día en los cines. La película terminó su trayectoria con un total de 311.892 espectadores.